# The White Sheep
The White Sheep er en amerikansk stumfilm fra 1924 instrueret af Hal Roach.

## Medvirkende
- Glenn Tryon som Tobias Tyler
- Blanche Mehaffey som Patience Matthews
- Jack Gavin som Nelse Tyler
- Bob Kortman som Milt Tyler
- Leo Willis som Mose Tyler
- Chris Lynton som Matthews
- J.J. Clayton som Tom Calvert
- Dick Gilbert som Newt Randall
- Richard Daniels som Al Morton